# 科莱基奥
科莱基奥（義大利語：Collecchio），是意大利帕尔马省的一个市镇。总面积58平方公里，人口13860人，人口密度239.0人/平方公里（2009年）。ISTAT代码为034009。